# لی بائه-یونگ
لی بائه-یونگ (انگلیسی: Lee Bae-young؛ زادهٔ ۱۰ دسامبر ۱۹۷۹) وزنه‌بردار اهل کره جنوبی بود.
از افتخارات وی میتوان به کسب مدال نقره در بازی‌های المپیک تابستانی ۲۰۰۴ اشاره کرد.